# Восеобод
Восеобо́д (тадж. Восеъобод) — село у складі Хатлонської області Таджикистану. Входить до складу джамоату імені Абді Авазова Восейського району.
Назва означає благоустроєний завдяки Восе. Колишня назва — Гагарін.
Населення — 1199 осіб (2010; 1140 в 2009, 359 в 1976).
Через село проходить автошлях Р-23 Ґулістон-Кулоб, поряд проходить залізниця Кургонтеппа-Кулоб.